# 도이가키 다케시
도이가키 다케시(일본어: 土井垣 武, 1921년 7월 21일 ~ 1999년 1월 25일)는 일본의 전 프로 야구 선수이다. 이후 와카마쓰(若松)로 성을 바꿨다. 또한 성을 읽는 방법은 도이가키(どいがき)가 아니라 제대로 읽으면 도이가이(どいかい)가 돼야 하지만 많은 사람들이 틀리게 읽어 그대로 ‘도이가키’로 통했다고 한다.
애칭은 열혈적인 성격이 뉴욕 양키스의 왕년의 명포수를 닮았다고 하여 ‘일본의 요기 베라’(和製ヨギ・ベラ)라고 불렸다.
막내 동생으로 퍼시픽 리그의 심판을 오랫동안 역임한 도이가키 유키오가 있다.

## 인물
어려서부터 오사카 철도 관리국 요나고 야구부의 마스코트적 존재로서 귀여움을 받았다. 구제 요나고 중학교(현재의 돗토리 현립 요나고 히가시 고등학교)에서는 하급생 때부터 팀의 주축이었으며 5학년 때 1939년 하계 고시엔 대회에서 주장으로 8강에 진출해 시마 세이이치. 사나다 주조가 이끌던 가이초 중학교에게 패했다(이때 주로 유격수를 보던 선수가 1기 후배인 하세가와 젠조였다). 하급생 때는 2기 선배인 기노시타 이사무와 배터리를 짰다.
1940년, 오사카 타이거스에 계약금 500엔으로 입단해 주전 포수로 다나카 요시오의 대기 선수로 1루와 3루를 맡았다. 전후인 1946년에는 타율 3할 2푼 5리로 리그 3위에 빛나는 활약을 펼치며 일명 ‘다이너마이트 타선’이라고 불렸던 오사카의 타선에서 5번 타자를 맡아 3번의 벳토 가오루, 4번 후지무라 후미오와 함께 클린업을 형성했다. 1949년에는 개인 최고 성적인 타율 3할 2푼 8리, 16홈런, 86타점을 기록했다. 또한 당시 오사카의 투수진이었던 와카바야시 다다시, 미소노오 다카오 등의 에이스급 투수들을 적절히 리드하며 기둥을 지켰다.
어깨의 힘이 세서 강력한 타격, 타고난 기질을 가진 포수로서 전쟁 전의 도쿄 교진군 포수로 활약했던 ‘요시하라 마사키의 재림’이라고 불린다. 본인도 본보기로 한 것은 ‘요시하라든 모두 다 요시하라의 기술에서 배웠다’고 말했다.
1949년 오프 시즌에 마이니치 오리온스로 이적해 와카바야시, 벳토, 고 쇼세이, 혼도 야스지, 오다테 이사오와 동조했다고 볼 수 있지만 도이가키의 이적은 10년 선수 제도에 의한 것이며 이적을 결정한 것도 시간적으로 보았을 때 와카바야시들보다 이전이었다. 물론 이적 이유는 그들과 같은 프런트에 대한 불신이었지만 이적은 혼자 결정한 것이며 와카바야시는 도이가키의 이적을 전혀 예상하지 못했다고 한다.
이적한 1950년에 타율 3할 2푼 2리로 리그 5위의 활약을 펼치며 팀을 리그 우승으로 이끌었고 같은 해 일본 시리즈에서는 쇼치쿠 로빈스를 누르고 초대 일본 시리즈 우승에 공헌했다(이 때의 감독은 요나고 시절의 선배에 해당하는 유아사 요시오였다). 1954년에 도에이 플라이어스, 1956년에 한큐 브레이브스로 이적했고 1958년 시즌을 마지막으로 현역에서 은퇴했다.
은퇴 후 아사히 방송 야구 해설자, 스포츠 호치 평론가를 거쳐 1963년에 한신 2군 배터리 코치로 취임해 1964년에는 1군 타격 코치를 역임했다.
이후 와카마쓰 가에 양자로 입적해 교토시의 니시진에서 니시진오리를 취급하는 회사의 사장을 지내다가 1999년 1월 25일 폐렴으로 사망했다(향년 77세).

## 상세 정보

### 출신 학교
- 구제 요나고 중학교(현재의 돗토리 현립 요나고 히가시 고등학교)

### 선수 경력
- 오사카 타이거스·한신군·오사카 타이거스(1940년 ~ 1942년, 1946년 ~ 1949년)
- 마이니치 오리온스(1950년 ~ 1953년)
- 도에이 플라이어스(1954년 ~ 1955년)
- 한큐 브레이브스(1956년 ~ 1958년)

### 지도자 경력
- 한신 타이거스 2군 배터리 코치·1군 타격 코치(1963년 ~ 1964년)

### 수상·타이틀 경력

#### 수상
- 베스트 나인 : 6회(1947년 ~ 1952년)

### 개인 기록
- 올스타전 출장 : 2회(1951년, 1952년)
- 통산 1000경기 출장 : 1953년 4월 29일 ※역대 18번째
- 포수로서의 시즌 최다 보살 : 119개

### 등번호
- 19(1940년 ~ 1942년, 1946년 ~ 1953년)
- 23(1954년 ~ 1955년)
- 25(1956년 ~ 1958년)
- 60(1963년 ~ 1964년)

### 연도별 타격 성적
| 연 도       | 소 속       | 경 기 | 타 석 | 타 수 | 득 점 | 안 타 | 2 루 타 | 3 루 타 | 홈 런 | 루 타 | 타 점 | 도 루 | 도 루 자 | 희 생 번 | 희 생 플 | 볼 넷 | 고 4 | 사 구 | 삼 진 | 병 살 타 | 타 율 | 출 루 율 | 장 타 율 | O P S |
| ----------- | ----------- | ----- | ----- | ----- | ----- | ----- | ------- | ------- | ----- | ----- | ----- | ----- | -------- | -------- | -------- | ----- | ---- | ----- | ----- | -------- | ----- | -------- | -------- | ----- |
| 1940년      | 한신 오사카 | 22    | 47    | 41    | 0     | 8     | 1       | 0       | 0     | 9     | 7     | 0     | --       | 0        | 0        | 6     | --   | 0     | 2     | --       | .195  | .298     | .220     | .517  |
| 1941년      | 한신 오사카 | 71    | 219   | 194   | 13    | 44    | 8       | 0       | 1     | 55    | 18    | 0     | --       | 3        | --       | 22    | --   | 0     | 11    | --       | .227  | .306     | .284     | .589  |
| 1942년      | 한신 오사카 | 72    | 311   | 277   | 37    | 69    | 6       | 8       | 1     | 94    | 23    | 9     | 0        | 0        | --       | 34    | --   | 0     | 11    | --       | .249  | .331     | .339     | .670  |
| 1946년      | 한신 오사카 | 99    | 449   | 412   | 70    | 134   | 16      | 10      | 4     | 182   | 70    | 8     | 5        | 0        | --       | 37    | --   | 0     | 19    | --       | .325  | .381     | .442     | .823  |
| 1947년      | 한신 오사카 | 116   | 493   | 429   | 50    | 111   | 17      | 8       | 2     | 150   | 47    | 16    | 7        | 2        | --       | 59    | --   | 3     | 25    | --       | .259  | .352     | .350     | .702  |
| 1948년      | 한신 오사카 | 138   | 586   | 544   | 56    | 155   | 38      | 5       | 4     | 215   | 70    | 14    | 9        | 2        | --       | 39    | --   | 1     | 29    | --       | .285  | .334     | .395     | .729  |
| 1949년      | 한신 오사카 | 126   | 517   | 473   | 78    | 155   | 26      | 7       | 16    | 243   | 86    | 4     | 11       | 0        | --       | 41    | --   | 3     | 18    | 3        | .328  | .385     | .514     | .899  |
| 1950년      | 마이니치    | 112   | 473   | 428   | 64    | 138   | 18      | 2       | 15    | 205   | 72    | 16    | 6        | 0        | --       | 44    | --   | 1     | 20    | 9        | .322  | .387     | .479     | .866  |
| 1951년      | 마이니치    | 103   | 416   | 370   | 39    | 99    | 13      | 2       | 8     | 140   | 60    | 6     | 8        | 1        | --       | 43    | --   | 2     | 24    | 9        | .268  | .347     | .378     | .725  |
| 1952년      | 마이니치    | 119   | 479   | 422   | 55    | 125   | 25      | 5       | 13    | 199   | 72    | 7     | 7        | 3        | --       | 50    | --   | 4     | 34    | 18       | .296  | .376     | .472     | .848  |
| 1953년      | 마이니치    | 92    | 334   | 314   | 19    | 83    | 14      | 1       | 6     | 117   | 43    | 0     | 5        | 3        | --       | 16    | --   | 1     | 21    | 4        | .264  | .302     | .373     | .675  |
| 1954년      | 도에이      | 139   | 529   | 464   | 52    | 134   | 26      | 4       | 7     | 189   | 56    | 6     | 7        | 2        | 4        | 57    | --   | 2     | 37    | 14       | .289  | .366     | .407     | .774  |
| 1955년      | 도에이      | 115   | 321   | 286   | 13    | 73    | 8       | 0       | 1     | 84    | 21    | 0     | 2        | 5        | 4        | 25    | 2    | 1     | 28    | 10       | .255  | .313     | .294     | .607  |
| 1956년      | 한큐        | 78    | 129   | 118   | 5     | 22    | 4       | 0       | 1     | 29    | 8     | 1     | 0        | 2        | 0        | 8     | 1    | 1     | 14    | 3        | .186  | .244     | .246     | .490  |
| 1957년      | 한큐        | 11    | 12    | 11    | 0     | 1     | 0       | 0       | 0     | 1     | 1     | 0     | 0        | 0        | 0        | 1     | 0    | 0     | 5     | 0        | .091  | .167     | .091     | .258  |
| 통산 : 15년 | 통산 : 15년 | 1413  | 5315  | 4783  | 551   | 1351  | 220     | 52      | 79    | 1912  | 654   | 87    | 67       | 23       | 8        | 482   | 3    | 19    | 298   | 67       | .282  | .350     | .400     | .750  |

- 굵은 글씨는 시즌 최고 성적.
- 한신(한신군)은 1946년에 오사카(오사카 타이거스)로 구단명을 변경함.